# Спасай, кто может (свою жизнь)
«Спасай, кто может (свою жизнь)» (фр. Sauve qui peut (la vie)) — фильм 1980 года, драма режиссёра Жана-Люка Годара.

## Сюжет
Фильм состоит из пролога под названием «Жизнь», трёх фрагментов и эпилога. В прологе зритель знакомится с Полем Годаром (Жак Дютрон), молодым кинорежиссёром, и его подругой Дениз Римбо (Натали Бай).
Первый фрагмент под названием «Воображение» посвящён Дениз Римбо. Она расстаётся с Полем и думает о том, чтобы уволиться с телестудии и переехать в деревню. Она не успевает на встречу с писательницей и режиссёром Маргерит Дюрас и просит Поля подменить её.
Следующий фрагмент («Страх») посвящён Полю. Он встречается с Маргерит Дюрас. Та должна прочитать лекцию о кинематографе, но Поль делает это вместо неё. В кафе за ужином он встречается со своей бывшей женой и 12-летней дочерью Сесиль, которые не заинтересованы в общении с ним. Всё что они хотят от Поля — алименты и подарок на день рождения. Затем он окончательно разрывает отношения с Дениз. Поздно вечером Поль встречает проститутку по имени Изабель и они едут к нему домой.
Третий фрагмент под названием «Торговля» описывает несколько дней из жизни Изабель. Она зарабатывает проституцией, но мечтает накопить достаточно денег, чтобы оставить эту профессию. На следующее утро после ночи с Полем её ловит и избивает сутенер. В съёмной квартире её ждет младшая сестра. Она просит у Изабель денег, но получив отказ, заявляет, что хочет заработать проституцией. Изабель соглашается помочь в обмен на половину заработка. Изабель специализируется на обслуживании клиентов с особыми запросами: первый клиент разыгрывает сцену инцеста с участием воображаемой жены, второй устраивает сложную оргию, напоминающую машину Голдберга. В перерывах Изабель ищет съёмную квартиру через агентство недвижимости.
На следующее утро Изабель приезжает посмотреть квартиру. Оказывается, что раньше её снимали Дениз и Поль, которых она застаёт на кухне. В эпилоге («Музыка») Поль случайно встречает свою бывшую жену и дочь в городе. Он просит их проводить с ним больше времени, но во время расставания его сбивает машина, в которой ехала сестра Изабель с одним из своих клиентов. Мать уговаривает Сесиль оставить травмированного Поля, заявляя, что к ним это не имеет никакого отношения.

## В ролях
| Актёр           | Роль           |
| --------------- | -------------- |
| Жак Дютрон      | Поль Годар     |
| Изабель Юппер   | Изабель Ривьер |
| Натали Бай      | Дениз Римбо    |
| Ролан Амстюц    | второй клиент  |
| Анна Балдаччини | сестра Изабель |
| Фред Персонн    | первый клиент  |

## Награды и номинации
- 1980 — номинация на премию «Золотая пальмовая ветвь», Каннский кинофестиваль (Жан-Люк Годар)
- 1980 — Премия «Сезар» за лучшую женскую роль второго плана (Натали Бай)
- 1980 — номинация на премию «Сезар» за лучший фильм
- 1980 — номинация на премию «Сезар» за лучшую режиссуру (Жан-Люк Годар)